# Eduardo Struvay
Eduardo Struvay (* 17. Dezember 1990 in Pereira) ist ein kolumbianischer Tennisspieler.

## Karriere
Eduardo Struvay spielt hauptsächlich auf der ATP Challenger Tour und der ITF Future Tour. Er feierte bislang vier Einzel- und sechs Doppelsiege auf der Future Tour. Auf der Challenger Tour gewann er bis jetzt zwei Titel im Einzel sowie sechs Doppelturniere.

## Erfolge
| Legende (Anzahl der Siege)  |
| Grand Slam                  |
| ATP World Tour Finals       |
| ATP World Tour Masters 1000 |
| ATP World Tour 500          |
| ATP World Tour 250          |
| ATP Challenger Tour (8)     |

### Einzel

#### Turniersiege
| Nr. | Datum            | Turnier | Belag         | Finalgegner   | Ergebnis      |
| --- | ---------------- | ------- | ------------- | ------------- | ------------- |
| 1.  | 8. November 2015 | Bogotá  | Sand          | Paolo Lorenzi | 6:3, 4:6, 6:4 |
| 2.  | 13. März 2016    | Puebla  | Hartplatz (i) | Peđa Krstin   | 4:6, 6:4, 6:4 |

### Doppel

#### Turniersiege
| Nr. | Datum              | Turnier      | Belag     | Partner            | Finalgegner                      | Ergebnis           |
| --- | ------------------ | ------------ | --------- | ------------------ | -------------------------------- | ------------------ |
| 1.  | 19. Juli 2008      | Manta        | Hartplatz | Alejandro González | Víctor Estrella Alejandro Fabbri | 7:5, 3:6, [10:7]   |
| 2.  | 31. März 2013      | Pereira (1)  | Sand      | Nicolás Barrientos | Facundo Bagnis Federico Delbonis | 3:6, 6:3, [10:6]   |
| 3.  | 28. September 2014 | Pereira (2)  | Sand      | Nicolás Barrientos | Guido Pella Horacio Zeballos     | 3:6, 6:3, [11:9]   |
| 4.  | 9. Oktober 2015    | Medellín (1) | Sand      | Nicolás Barrientos | Alejandro Gómez Felipe Mantilla  | 7:66, 6:74, [10:4] |
| 5.  | 10. September 2016 | Barranquilla | Sand      | Alejandro Falla    | Gonzalo Escobar Roberto Quiroz   | 6:4, 7:5           |
| 6.  | 1. Oktober 2016    | Medellín (2) | Sand      | Alejandro Falla    | André Ghem Juan Lizariturry      | 6:3, 6:2           |